# Mineriada del settembre 1991
Con il nome di Mineriada del settembre 1991 ci si riferisce agli scontri tra le associazioni dei minatori provenienti dalla valle del Jiu guidate da Miron Cozma e le autorità rumene, che si verificarono a Bucarest tra il 25 e il 28 settembre 1991 e che portarono alle dimissioni del primo ministro Petre Roman. Si tratta della quarta mineriada, un'azione armata con finalità politico-sindacali portata avanti dai movimenti associazionistici del settore minerario.

## Cause
Dopo la caduta del regime di Nicolae Ceaușescu il paese attraversò una fase di instabilità dovuta all'apparizione di nuovi attori politici (in primis l'egemonico partito del Fronte di Salvezza Nazionale (FSN) guidato da Ion Iliescu) ed economico-sociali, vista la necessità di adattamento all'economia capitalista dopo decenni di comunismo.
Durante la mineriada del giugno 1990 l'intervento armato dei minatori fu invocato dal presidente della repubblica Ion Iliescu al fine reprimere le proteste di Piața Universității, ampia manifestazione popolare antigovernativa che durava da mesi. Al termine degli scontri Iliescu promise di ricompensare i minatori con un miglioramento dei salari e più in generale delle condizioni di vita. Il difficile momento economico, tuttavia, rese difficile la realizzazione dei propositi .
A partire dal settembre 1990 il governo del primo ministro Petre Roman aveva dato il via ad una terapia shock per la transizione del paese ad un'economia di mercato attraverso la liberizzazione graduale dei prezzi e il taglio dei sussidi per i beni alimentari, misure che produssero l'innalzamento al 200% del tasso di inflazione. D'altro canto la legge sulla privatizzazione ridusse l'intervento statale in campo economico e causò l'aumento della disoccupazione (che passò da uno 0% virtuale al momento dello scoppio della rivoluzione romena del 1989 all'11% della classe operaia urbana nel 1991).
Tale situazione creò un certo malcontento, che esplose in maniera particolare specialmente tra le fasce popolari dei minatori della valle del Jiu, che videro minacciata la propria posizione e la sopravvivenza del proprio lavoro. Al momento di scendere in piazza per le prime manifestazioni questi rivendicarono un miglioramento delle condizioni salariali, il contenimento della vertiginosa crescita dei prezzi e, sul piano politico, chiesero le dimissioni tanto del primo ministro Roman, quanto del presidente Iliescu. Il 24 settembre i minatori del villaggio di Vulcan (Hunedoara) entrarono in sciopero, invitando Iliescu a presentarsi a Petroșani per far fronte alle loro prerogative. Contestualmente, sotto la guida di Miron Cozma, i manifestanti occuparono la sede del municipio di Petroșani, minacciando di spostare il fuoco della protesta a Bucarest nel caso in cui le loro richieste fossero state ignorate 

## Eventi del 25-28 settembre 1991
Il 25 settembre 1991 i minatori, provenienti principalmente dalle località di Petroșani e Târgu Jiu, sequestrarono due treni con l'intenzione di dirigersi a Bucarest, al fine di confrontarsi con le autorità. Si stima che circa 10.000 persone occuparono la centralissima Piața Victoriei antistante la sede dell'esecutivo . Gli scontri con le forze dell'ordine iniziarono dopo che i manifestanti attaccarono il palazzo del governo con pietre e bombe molotov. I minatori erano dotati di bastoni, spranghe, catene e altre armi artigianali . La polizia reagì utilizzando gas lacrimogeni per disperdere la folla. I minatori, tuttavia, si riunirono nuovamente di fronte al palazzo della Televiziunea Română . Il presidente Iliescu fece un appello pubblico alla radio, richiamando la popolazione al senso della legge e dell'ordine. Allo stesso modo il primo ministro Roman condannò fermamente le violenze .
Nella giornata del 26 settembre il prosieguo della guerriglia urbana, tuttavia, spinse Petre Roman a rassegnare le proprie dimissioni. Gli scontri con esercito e polizia, in ogni caso, continuarono per tutto il giorno visto che i minatori pretendevano le dimissioni anche di Iliescu. I manifestanti provarono a fare breccia nel palazzo del parlamento, che fu circondato dai carri armati dell'esercito e difeso con gas lacrimogeni . Per placare la rivolta Iliescu accettò di incontrare i rappresentanti dei minatori, rassicurandoli che le loro richieste sarebbero state accolte interamente .
Le violenze continuarono il 27 settembre. Il gruppo si riunì intorno al Palazzo Cotroceni, sede della residenza del presidente. Gli scontri scemarono solamente sul finire della giornata.
Il 28 settembre i minatori furono definitivamente dispersi da Piazza Università grazie all'intervento dalla gendarmeria romena, fallendo nel progetto di continuare con le proteste fino a che Iliescu non si fosse dimesso . Nello stesso momento tramite un comunicato congiunto, Iliescu rese noto di aver chiuso con Cozma l'accordo sul ritiro dei minatori dalla capitale.

## Conseguenze
La rivolta costò 3 morti e 455 feriti.
Due partecipanti alle manifestazioni, Andrei Frumușanu e Aurica Crăiniceanu, furono uccisi in circostanze non del tutto chiarite. Fu inizialmente sottoposto a processo un ufficiale del servizio di protezione della presidenza della repubblica, Vasile Gabor. Le autorità rumene, in ogni caso, si rifiutarono di collaborare con la corte di giustizia, che rilevò che eventuali prove di colpevolezza erano state distrutte dalle stesse autorità delle forze dell'ordine. I familiari delle vittime fecero ricorso alla Corte europea dei diritti dell'uomo, che condannò lo stato rumeno a risarcire i familiari, in violazione dell'art. 2 della Convenzione europea per la salvaguardia dei diritti dell'uomo e delle libertà fondamentali.
La terza vittima fu il gendarme Nicolae Lazăr, ucciso dalle ustioni causate da una bottiglia incendiaria lanciata dai manifestanti contro il palazzo del governo .
Nel 1999 il leader sindacale Miron Cozma fu condannato a 18 anni di reclusione dall'Alta corte di cassazione e giustizia per il suo coinvolgimento nella mineriada del 1991. Ciò portò ad una nuova sollevazione, cioè la mineriada del febbraio 1999.
Sebbene Ion Iliescu fosse riuscito a mantenere la presidenza nonostante le pressioni della piazza, queste costarono le dimissioni del governo di Petre Roman, che si ritirò dall'incarico il 26 settembre 1991:
(Petre Roman)
Diversi osservatori politici (tra questi il portavoce del governo Mihnea Marian Constantinescu, il ministro delle finanze Eugen Dijmarescu e il consigliere presidenziale Iosif Boda) sostennero che le dimissioni di Roman non dipendevano tanto dalla minaccia rappresentata dai minatori per l'ordine pubblico, quanto da una crisi politica interna al gabinetto del primo ministro .
Il 16 ottobre dello stesso anno si formò un nuovo governo sostenuto dalla maggioranza del Fronte di Salvezza Nazionale (FSN) e presieduto dall'economista Theodor Stolojan che includeva anche ministri appartenenti ad altri partiti.